# 독일어 접두사동사 및 불변화사동사
독일어 접두사동사(Präfixverb)와  불변화사동사(Partikelverben)는 독일어에서 동사어휘(Verbwortschatz)의 영역을 만들어 낸다. 그 구성원은 내용적 성격에 관하여 동일한 기능을 가진다. 그 기능은 문법적인 측면에 있어 구분되어 구축되며, 문법적으로 구분되어 있는 상태이다.
이러한 것은 주로 두 유형의 경계와 관련 있으며, 의심스러운 경우와 특례 경우의 사이도 그러하다. 여기서 사용한 구분의 토대는 관사 접두사(Präfix)와 마찬가지로 불변화사동사(구동사)(Partikelverb)에서 묘사된다.
틀:Überarbeiten

## 동사접두사
동사접두사(Verbalpräfix)에 있어 협의의 접두사와 불변화사(Partikel) 간에 구분해야 한다. 순수한 접두사는 동사어간(Verstamm)과 분리불가적으로 연결되어 있는 반면(예 : sich be-nehmen), 불변화사는 특정 구조에서 어간과 분리될 수 있다(예 : ab-nehmen: ich nehme den Hut ab). 여러 강세구조(Betonungsstruktur)는 그것에 상응한다. 접두사동사(Präfixverb)는 어간에 강세가 붙지만, 불변화사동사에서 강세는 어간에 선행한 불변화사에 놓인다.
동사 접두사와 불변화사는 새로운 동사 구조를 위한 중요한 수단이며, 이때 마음대로 할 수 있는 단일한 동사의 수량은 상대적으로 적다. 결합은 그에 상응하여 자주 어휘화된다. 즉 그로 인해 형성되는 것들은 부분들의 단일의미(Einzelbedeutung)와는 구분되었던 자신만의 전체의미(Gesamtbedeutung)를 가진다. 이는 분리불가 접두사와 마찬가지로 분리가능 불변화사에도 적용된다.
동사 예시에서의 중요 접두사는 부정사형으로 한다.
| 접두어 | 동사  | 접두사 / 불변화사 |
| ------ | ----- | ----------------- |
| ab-    | legen | 불변화사          |
| an-    | legen | 불변화사          |
| auf-   | legen | 불변화사          |
| aus-   | legen | 불변화사          |
| be-    | legen | 접두사            |
| bei-   | legen | 불변화사          |
| dar-   | legen | 불변화사          |
| ein-   | legen | 불변화사          |
| er-    | legen | 접두사            |

| 접두어     | 동사   | 접두사 / 불변화사 |
| ---------- | ------ | ----------------- |
| hin-       | legen  | 불변화사          |
| hinter-    | legen  | 접두사            |
| nach-      | legen  | 불변화사          |
| nieder-    | legen  | 불변화사          |
| über- (u)  | legen  | 접두사            |
| über- (b)  | legen  | 불변화사          |
| um- (u)    | fahren | 접두사            |
| um- (b)    | fahren | 불변화사          |
| unter- (u) | legen  | 접두사            |

| 접두어                      | 동사  | 접두사 / 불변화사 |
| --------------------------- | ----- | ----------------- |
| unter- (b)                  | legen | 불변화사          |
| ver-                        | legen | 접두사            |
| vor-                        | legen | 불변화사          |
| weg-                        | legen | 불변화사          |
| wider-                      | legen | 접두사            |
| zer-                        | legen | 접두사            |
| zu-                         | legen | 불변화사          |
| zusammen-                   | legen | 불변화사          |
|                             |       |                   |
| (b) = betont (u) = unbetont |       |                   |

über-, unter-, um-으로 인해, 동사의 의미는 접두사의 종류와 그에 따라 결부되는 강세에 따라 바뀐다.
- Er überlegte, was er nun tun sollte. (접두사)
- Er legte sich eine Decke über. (불변화사) (아님: * Er überlegte sich eine Decke.)
- Er unterlegte den Film mit passender Musik. (접두사)
- Er legte sich ein Kissen unter. (불변화사) (아님: * Er unterlegte sich ein Kissen.)
- Du darfst den Polizisten doch nicht umfahren. (접두사)
- Du darfst den Polizisten doch nicht umfahren. (불변화사)

논쟁적인 질문은 동사 접두사와 불변화사가 조어접사(Wortbildungsaffix)로 포함될 수 있는지 여부이다(문제는 접두사는 그렇지 않은 경우 원칙상 문법적 주요부(Kopf)로서 있지는 않다는 것이다.). 게다가 많은 경우, 접두사/불변화사를 제외한 오로지 명사 어근만을 포함하는 동사를 앞에 둔다.(예 : Dach – überdachen') 여기, 문학 작품에서 앞에 부가되었던 바, 접두사는 명사에서 파생된 동사를 조달하는 조어요소(Wortbildungselement)일 수 있다는 것, 혹은 눈에 보이는 표지 없는 범주변화가 선행한다는 것이다(품사전환Konversion). 그 때문에 접두사 1개는 기성의 동사에 붙는다(그럼에도 접두사는 혼자서 행동할 수 없다.) : über + V[ N[ dach] ]-. 명사에서 동사로의 범주변화를 부정사접사(Infinitivaffix) '-en'로 귀속시키는 것은 체계상 바람직하지 않는 것이지만, 어형변화접사(Flexionsaffix)와 파생접사(Derivationsaffix)는 구분된 상태로 유지될 것이며, 그외에도 'überdach-'는 또한 다른 파생어를 위한 동사어간으로서 단독으로 사용된다(예 : überdach-bar).

## 접두어 첨부와 과거분사 형성
틀:Siehe auch
동사에 분리불가접두사(nichttrennbares Präfix)가 있을 때, 과거분사는 접미사 '-t'나 '-en'으로만 만든다. 부정사의 '-en'은 분사 '-en'과 구별해야 한다.
- be-setz-en : be-setz-t
- be-trüg-en : be-trog-en
- über-setz-en : über-setz-t (의미상 'in eine andere Sprache übertragen'에서 접두사 '-über'는 분리불가이고 따라서 강세가 없다.)

무강세 접두사가 없는 동사는, 분사형에서 'ge-'가 추가된다.
- setz-en : ge-setz-t
- trüg-en : ge-trog-en
- an-nehm-en : an-ge-nomm-en (접두사 'an-'은 분리가능이고 따라서 강세가 있다.)

한 통상적인 분석은 두 개의 추가 부분 'ge-…-t' 혹은 'ge-…-en'을 함께 동사어간을 둘러싸는 유일한 접사로서 부른다. 이를 접주사(Zirkumfix)라고 한다. 대안적으로 분사형성 'ge-'는 혼자서 접두사로 간주될 수 있다. 이 경우, 조어(Wortbildung)를 대신하여 어형변화(Flexion)를 표현하는 유일한 접두사 경우에 해당할 것이며, 이 분사형은 완료형(Perfekt)과 수동형(Passiv)을 만드는 것에 있어서 하나의 준동사(infinite Verbform)로서 간주된다.

## 분리가능동사와 분리불가동사
V2 어순(V2-Stellung) 혹은 핵심문장(Kernsatz)이나 V1 어순(V1-Stellung) 혹은 전면문장(Stirnsatz)의 경우처럼, 한 문장에서 동사가 한 문장 내 두번째 자리 혹은 첫번째 자리에 배치될 때, 즉 동사가 문장 후반부가 아닌 전반부에 배치될 때, 동사와 불변화사는 분리된다. zu 부정사(zu-Infinitiv)의 'zu'와 불변화사와 어간 사이의 분사형 'ge-'도 똑같이 행동한다.
|           | 분리가능동사 | 분리불가동사                                                                                |
| --------- | --- | ------------------------------------------------------------------------------------------- |
|           | anfangen | berühren                                                                                    |
| 현재      | ich fange … an | ich berühre …                                                                               |
| 과거      | ich fing … an | ich berührte …                                                                              |
| 완료      | ich habe … angefangen | ich habe … berührt                                                                          |
| 조동사구  | ich möchte … anfangen | ich möchte … berühren                                                                       |
| 의문      | Wann fängst du … an? Fängst du … an? | Wann berührst du … ? Berührst du … ?                                                        |
| 명령      | Fang an! | Berühre!                                                                                    |
| zu 부정사 | Ich denke, bald … anzufangen | Ich denke, bald … zu berühren.                                                              |
|           | |                                                                                             |
| 예문      | ich fahre … ab ich komme … an ich mache … auf/zu ich gehe … aus ich arbeite … zusammen ich kaufe … ein ich stelle … fest ich fahre … hin | ich empfehle ich entscheide ich erzähle ich gefalle ich misstraue ich verstehe ich zerstöre |

### 예외 missverstehen
동사 missverstehen(오해하다)는 동사 misstrauen(불신하다) 등과는 반대로 고지독일어 문어(hochdeutsche Standardsprache)에서 분리가능동사(a)와 분리불가동사(b) 특성이 서로 하나가 된다.
(a) missverstehen의 zu 부정사형 'misszuverstehen'에서의 '-zu-'를 통한 형태와 결합은 첫번째 음절에 강세가 들어간다.(음절 -ver- 때문에 완료분사에서의 -ge-가 탈락한다.)
(b) 접두어는 결코 분리되어 뒤에 두지 않는다.(예: 'ich missverstehe')

### 불변화사와 접두사의 결합
많은 동사에서, 순수(분리불가) 접두사가 동사어간 앞에 붙고, 또한 접두사 바깥에는 불변화사가 붙는다. (불변화사+접두사+동사) 예로 'auf-er-stehen, ein-be-ziehen, ab-be-stellen' 등이 있다. 형태는 규칙형을 따르며 그때문에 불변화사에 강세가 붙는다. 분사 조어에 '-ge-'가 추가되지 않으며(예 : 'auferstanden') '접두사+동사' 문장에서만 동사선행이 이뤄지지만, 불변화사는 뒤에 남는다(Sie beziehen das ein.).

## 예시
다음은 대표적으로 불변화사와 접두사가 붙는 동사들이다.
불변화사 '원의미' 행 중에 밑줄 그은 부분은 불변화사/접사와 동사의 원뜻을 그대로 직역한 것일 뿐, 일상에서는 쓰이지 않는다.
그러나 직역한 원의미를 표기함으로써 파생의미가 나온 유래를 짐작할 수 있다.
밑줄 그어지지 않은 원의미는 일상에서도 그 뜻에 충실하게 사용된다.
반면 접두사의 '원의미'를 검토하는 것 자체는 무의미하다고 할 수 있다. 이는 접두사들의 뜻이나 어원 자체가 불분명하거나 다양한 탓이다.
따라서 접두사가 붙은 동사들의 의미는 어간의 의미와는 큰 관련이 없으므로 직관적으로 뜻을 유추하기 힘들다.

### fahren

#### 접두사
| 동사     | 원의미                        | 파생의미                                   |
| -------- | ----------------------------- | ------------------------------------------ |
| erfahren | 변하여·발생하여 가다·진척되다 | (안 좋은 일을) 당하다, ~가 되다, 듣고 알다 |

### kommen

#### 불변화사
| 동사      | 원의미                 | 파생의미                                                                                          |
| --------- | ---------------------- | ------------------------------------------------------------------------------------------------- |
| aufkommen | 위에 오다              | 일어나다, 회복하다, 자라나다, 번영하다, 성공하다, 발생하다, 세력을 얻다, 감당하다, 부담하다       |
| auskommen | 밖으로 오다            | 나오다, 외출하다, (난파선에서) 빠져나오다, 다 되다, (통이) 비다, (불이) 꺼지다, 잘 지내다, 잘되다 |
| zukommen  | ~로 오다/이르다/속하다 | ~을 향해 접근하다, ~에게 속하다, 송부되다, 걸맞다                                                 |

#### 접두사
| 동사     | 원의미        | 파생의미                                                    |
| -------- | ------------- | ----------------------------------------------------------- |
| bekommen | 변함없이 오다 | 얻다, 받다, (변화의 의미) 얻다, 나다, 생기다, (자) 효력있다 |

### stehen

#### 불변화사
| 동사             | 원의미                             | 파생의미                                                                               |
| ---------------- | ---------------------------------- | -------------------------------------------------------------------------------------- |
| abstehen         | 떨어져 (서) 있다                   | 고립해 있다, 포기하다, 협력을 거절하다                                                 |
| anstehen         | 옆에 (서) 있다                     | 접하다, 줄 서다, 취직하다, 가입하다, 처리지연되다                                      |
| aufstehen        | 위에 (서) 있다                     | 일어서다, 나타나다, 열려 있다, 솟아 있다                                               |
| ausstehen        | 밖에 (서) 있다                     | 진열되어 있다, 아직 안 오다                                                            |
| beistehen        | 옆에 (서) 있다                     | 조력하다, 편들다                                                                       |
| beisammenstehen  | 함께 (서) 있다                     | 함께 서 있다                                                                           |
| dastehen         | 거기에 (서) 있다                   | (어떤 태도로) 서 있다, 처해 있다                                                       |
| dabeistehen      | 거기 옆에 (서) 있다                | 그 옆에 와 있다, 수수방관하다                                                          |
| dafürstehen      | 그것을 위해 (서) 있다              | 보증하다, ~할 보람이 있다                                                              |
| dahinstehen      | 거기 저 뒤쪽으로 (서) 있다         | 미정이다, 불확실하다                                                                   |
| dahinterstehen   | 거기 뒤쪽에 (서) 있다              | 후원(지지)하다, 배후에서 작용하다                                                      |
| darüberstehen    | 거기 넘어 (서) 있다                | 그것을 초월(능가)하다, 개의치 않다.                                                    |
| darumstehen      | 거기 주위에 (서) 있다              | 주위에 서 있다                                                                         |
| daraufstehen     | 거기 위에 (서) 있다                | 그 위에 서 있다                                                                        |
| dazwischenstehen | 거기 사이에 (서) 있다              | 사이에 서 있다                                                                         |
| durchstehen      | 뚫고 (서) 있다                     | (역경을) 견뎌 내다, 극복하다                                                           |
| einstehen        | 안으로/대신하여 (서) 있다          | ~ 대신 일하다, ~의 병역대리자로 복무하다, ~의 편을 들다, ~의 부채를 변상하다, 취임하다 |
| entgegenstehen   | 대치하여 (서) 있다                 | (사람, 사물)에 방해되다, ~와 대립하다, 모순되다                                        |
| emporstehen      | 위로 높이 (서) 있다                | 우뚝 솟다, 빼어나다, 곤두서다                                                          |
| feststehen       | 단단히 (서) 있다                   | 확정되어 있다, 확실하다                                                                |
| gegenüberstehen  | 맞은편에 (서) 있다                 | 맞은편에 있다, 마주 보고 서다, 맞서다, 대결하다, 서로 대립하다, 대결하다               |
| herausstehen     | 이쪽 밖으로 (서) 있다              | 밖에 나와 있다, (눈, 광대뼈) 튀어나와 있다                                             |
| herumstehen      | 주위에 정처 없이 (서) 있다         | 멀거니 서 있다, 어슬렁거리고 있다                                                      |
| hervorstehen     | 뒤에서 이쪽 앞으로 (서) 있다       | 튀어나와 있다, 돌출해 있다                                                             |
| hintanstehen     | 저 멀리 맨끝(뒤)에 (서) 있다       | 맨끝(뒤)에 서 있다, 끝에 있다, 안 보이는데 있다, 무시당하다                            |
| nachstehen       | 뒤따라 (서) 있다                   | (구식)뒤(다음)에 서 있다, 못 미치다, 뒤지다                                            |
| nahestehen       | 가까이 (서) 있다                   | 친하다, 가깝다, 친밀하다, 비슷하다                                                     |
| überstehen       | 위로 넘어 (서) 있다                | 견뎌내다, 이겨내다, 극복하다, 덮어 가리다                                              |
| umstehen         | 상실한 채 (서) 있다 주위에 서 있다 | (동물이) 죽다, (우유나 와인이) 상하다 물러서다, 비켜서다                               |
| umherstehen      | 주위에 둘러 (서) 있다              | 빙 둘러 서 있다                                                                        |
| unterstehen      | 아래에(서) 있다                    | 관할/지배 하에 있다, (재귀형) 감히 ~하                                                 |
| vorstehen        | 앞에 (서) 있다                     | 앞에 있다(드묾), 눈앞에 있다, 가까이 있다, 튀어나와 있다, 우위에 있다, 대표하다        |
| widerstehen      | 맞서서 거슬러 (서) 있다            | 에(게) 저항하다, 양보하지 않다, 혐오감을 일으키다                                      |
| wiederaufstehen  | 또다시 위에(일어) (서) 있다        | 다시 일어서다, 완쾌하다                                                                |
| zustehen         | ~으로 (서) 있다                    | (~의) 권한에 속하다, 자백하다                                                          |
| zurückstehen     | 뒤로 (서) 있다                     | 뒤에 서있다, 물러서 있다, 뒤지다, 단념하다, 양보하다, 손해보다                         |
| zusammenstehen   | 함께 (서) 있다                     | 함께 서 있다, 서로 돕다, 단결하다                                                      |

#### 접두사
| 동사      | 원의미                         | 파생의미                                                    |
| --------- | ------------------------------ | ----------------------------------------------------------- |
| bestehen  | 변함없이 쭉 (서) 있다          | 있다, 존속하다, 존재하다                                    |
| entstehen | 사이에/벗어나/변하여 (서) 있다 | 생기다, 발생하다                                            |
| erstehen  | 변하여/발생하여 (서) 있다      | 일어서다, 부활하다, 발생하다, (시련을) 견뎌내다, 사다, 얻다 |
| gestehen  | 결합해 (서) 있다               | 응고하다(고어), 고백하다, 자백하다, 털어놓다, 인정하다      |
| verstehen | 계속 (서) 있는 것의 결과이다   | 듣다, 이해하다, 터득하다                                    |

### deuten

#### 불변화사
| 동사     | 원의미          | 파생의미                               |
| -------- | --------------- | -------------------------------------- |
| andeuten | 옆으로 가리키다 | 암시하다, 예고하다, 예시하다, 약술하다 |

### nehmen

#### 불변화사
| 동사             | 원의미                            | 파생의미                                                                     |
| ---------------- | --------------------------------- | ---------------------------------------------------------------------------- |
| abnehmen         | 떨어져 쥐다/들다/잡다             |                                                                              |
| annehmen         | 옆에 쥐다/들다/잡다               |                                                                              |
| aufnehmen        | 위에 쥐다/들다/잡다               | 집어 올리다, 들어 올리다, 개시하다, 받아들이다, 수용하다, 영접하다, 이해하다 |
| ausnehmen        | 밖에 쥐다/들다/잡다               |                                                                              |
| beinehmen        | 옆에 쥐다/들다/잡다               |                                                                              |
| beisammennehmen  | 함께 쥐다/들다/잡다               |                                                                              |
| danehmen         | 거기에 쥐다/들다/잡다             |                                                                              |
| dabeinehmen      | 거기 옆에 쥐다/들다/잡다          |                                                                              |
| dafürnehmen      | 그것을 위해 쥐다/들다/잡다        |                                                                              |
| dahinnehmen      | 거기 저 뒤쪽으로 쥐다/들다/잡다   |                                                                              |
| dahinternehmen   | 거기 뒤쪽에 쥐다/들다/잡다        |                                                                              |
| darübernehmen    | 거기 넘어 쥐다/들다/잡다          |                                                                              |
| darumnehmen      | 거기 주위에 쥐다/들다/잡다        |                                                                              |
| daraufnehmen     | 거기 위에 쥐다/들다/잡다          |                                                                              |
| dazwischennehmen | 거기 사이에 쥐다/들다/잡다        |                                                                              |
| durchnehmen      | 뚫고 쥐다/들다/잡다               |                                                                              |
| einnehmen        | 안으로/대신하여 쥐다/들다/잡다    |                                                                              |
| entgegennehmen   | 대치하여 쥐다/들다/잡다           |                                                                              |
| empornehmen      | 위로 높이 쥐다/들다/잡다          |                                                                              |
| festnehmen       | 단단히 쥐다/들다/잡다             |                                                                              |
| gegenübernehmen  | 맞은편에 쥐다/들다/잡다           |                                                                              |
| herausnehmen     | 이쪽 밖으로 쥐다/들다/잡다        |                                                                              |
| herumnehmen      | 주위에 정처 없이 쥐다/들다/잡다   |                                                                              |
| hervornehmen     | 뒤에서 이쪽 앞으로 쥐다/들다/잡다 |                                                                              |
| hintannehmen     | 저 멀리 맨끝(뒤)에 쥐다/들다/잡다 |                                                                              |
| nachnehmen       | 뒤따라 쥐다/들다/잡다             |                                                                              |
| nahenehmen       | 가까이 쥐다/들다/잡다             |                                                                              |
| übernehmen       | 위로 넘어 쥐다/들다/잡다          |                                                                              |
| umnehmen         | 상실한 채/주위에 쥐다/들다/잡다   |                                                                              |
| umhernehmen      | 주위에 둘러 쥐다/들다/잡다        |                                                                              |
| unternehmen      | 아래에 쥐다/들다/잡다             | 착수하다, 감행하다                                                           |
| vornehmen        | 앞에 쥐다/들다/잡다               |                                                                              |
| widernehmen      | 맞서서 거슬러 쥐다/들다/잡다      |                                                                              |
| wiederaufnehmen  | 또다시 위에(일어) 쥐다/들다/잡다  |                                                                              |
| zunehmen         | ~으로 쥐다/들다/잡다              | 증가하다                                                                     |
| zurücknehmen     | 뒤로 쥐다/들다/잡다               |                                                                              |
| zusammennehmen   | 함께 쥐다/들다/잡다               |                                                                              |

## 같이 보기
- V1 어순
- 겸자구조
- 독일어
- 독일어 관사
- 독일어 대명사
- 독일어 동사
- 독일어 동사활용
- 독일어 명사
- 독일어 명사화
- 독일어 문법
- 독일어 문장 구조
- 독일어 문장 유형
- 독일어 발음
- 독일어 병렬 생략
- 독일어 부사구
- 독일어 불변화사 목록(1996년 정서법 개정안)
- 독일어 양태불변화사
- 독일어 접두사동사 및 불변화사동사
- 독일어 접속법
- 독일어 정서법
- 독일어 주어 내부 생략
- 독일어 태
- 독일어 형용사
- 독일어 환치사